# Linia kolejowa Nezamyslice – Olomouc
Linia kolejowa Nezamyslice – Olomouc (Linia kolejowa nr 301 (Czechy)) – jednotorowa, zelektryfikowana linia kolejowa o znaczeniu regionalnym w Czechach. Łączy Ołomuniec ze stacją Nezamyslice. Przebiega w całości przez terytorium Kraju ołomunieckiego.